# Saison 1 de Black Dynamite
Chronologie
Saison 2
Cet article présente les épisodes de la première saison de la série télévisée d'animation Black Dynamite (série télévisée).
Elle est diffusée depuis le 27 mars 2020 sur Adult Swim.

## Épisode 0:Grabuge dans le Puppet Show
- France : 27 mars 2020 sur Adult Swim

## Épisode 1:«Just Beat it» ou «la face cachée des Jackson Five»
- France : 27 mars 2020 sur Adult Swim

## Épisode 2:«Les Nuits de Bullhorn» ou «qu'on lui coupe la queue»
- France : 27 mars 2020 sur Adult Swim

## Épisode 3:«Se faire tuer par les impôts» ou «l'emmener sur Sunset Strip»
- France : 27 mars 2020 sur Adult Swim

## Épisode 4:«Une Crise pour Noël» ou «le côté obscur du côté obscur de la Lune»
- France : 27 mars 2020 sur Adult Swim

## Épisode 5:«La croisière s'amuse ou pas» ou «ça fait une bonne grippe pauvre type!»
- France : 27 mars 2020 sur Adult Swim

## Épisode 6:«La guerre des races» ou «trace ta route renoi!»
- France : 27 mars 2020 sur Adult Swim

## Épisode 7:«La merde qui a tué le King!» ou «un week-end chez Elvis»
- France : 27 mars 2020 sur Adult Swim

## Épisode 8:«Le Donkey Kong blanc» ou «les singes blancs ne peuvent pas bandés»
- France : 27 mars 2020 sur Adult Swim

## Épisode 9:«Apocalypse pas maintenant!» ou «un plan sans accroc!» autrement dit «sauce qui peut!»
- France : 27 mars 2020 sur Adult Swim

## Épisode 10:«La mauvaise graine» ou «Tel père, tel fils... de pute!»
- France : 27 mars 2020 sur Adult Swim